# Пане Ђукић Лимар
Пане Ђукић Лимар (Капљух, код Босанског Петровца, 8. август 1922 — Лесковац, 1. јул 1952) био је учесник Народноослободилачке борбе, потпуковник УДБ и народни херој Југославије.

## Биографија
Рођен је 8. августа 1922. у селу Капљуху, код Босанског Петровца. Потицао је из сиромашне сељачке породице. После завршетка основне школе, због немања новца за даље школовање, остао је на селу и бавио се земљорадњом. Касније је одлучио да изучи неки занат и отишао у Крушевац, где је изучио лимарски занат. По овом занату је касније и добио свој надимак „Лимар“.
Још у току учења заната, као шегрт, је схватио тежак положај радника и занатлија, па се прикључио револуционарном радничком покрету. Због јавног испољавања бунта против владајућег режима, често је био прогањан и принуђен да мења места боравка, али се често враћао у Крушевац, где га је затекла окупација Југославије, априла 1941. године.

### Народноослободилачка борба
Ускоро затим ступио је у Народноослободилачку борбу 1941. јер је напустио Крушевац и отишао у Расински партизански одред. У чланство Комунистичке партије Југославије (КПЈ) примљен је исте године. У одреду је прво био пушкомитраљезац, затим се налазио на свим дужностима, од десетара до команданта одреда. Већ у првим борбама истакао се као један од најхрабријих и најоданијих партизанских бораца. Био је ванредно сналажљив у најтежим ситуацијама. Захваљујући тим особинама био је веома популаран и омиљен не само међу расинским партизанима, већ и у народу овог дела Србије у коме је и војевао.
Године 1943. Пане Ђукић је постављен за команданта Расинског ударног батаљона, затим за заменика команданта Треће јужноморавске бригаде, а у априлу 1944. године постао је командант Шеснаесте српске бригаде. На свим тим дужностима био је пример борца и руководиоца.

### Послератни период
Након ослобођења Југославије, био је премештен у Управу државне безбедности (УДБ), где је највише радио на откривању и уништавању одметничких банди, као и убачених диверзаната из иностранства, увек будан, неуморан и непомирљив у борби против непријатеља народа. Био је и биран за савезног народног посланика у Народну скупштину ФНРЈ, као делегат Расинског среза. Први пут је биран 1945, а други пут 1950. године.
Погинуо је вршећи предано своју дужност, на сектору бугарско-југословенске границе. Било је то у време поремећених односа Совјетског Савеза и источноевропских земаља са Југославијом. У Југославију су тада често из тих земаља убацивани диверзанти и шпијуни. У акцији уништавања диверзантске групе, која је у време кризе са Информбироом, била убачена из Бугарске, био је тешко рањен у близини села Велико Трњане, код Лесковца. Том приликом, 30. јуна 1952. успео је да открије двојицу диверзаната. У окршају са њима био је тешко рањен, али је пре тога успео да рани једног од диверзаната. Одмах је пренет у болницу у Лесковцу, где је 1. јула 1952. преминуо од последица рањавања. У време погибије имао је чин потпуковника.
Сахрањен је у Алеји народних хероја на Новом гробљу у Београду.
Носилац је Партизанске споменице 1941. и других југословенских одликовања. Орденом народног хероја је одликован 20. децембра 1951. године.